# Flagge Samoas
Die heutige Flagge Samoas wurde am 24. Februar 1949 offiziell eingeführt.

## Beschreibung
Die Farben werden wie folgt gedeutet:
- Rot steht für Mut
- Weiß symbolisiert Reinheit
- Blau steht für Freiheit

Das Sternbild des Kreuz des Südens weist auf die Verbundenheit Samoas zu anderen Staaten der Region hin, wie zum Beispiel Australien und Neuseeland, die ebenfalls das Sternbild in ihren Flaggen führen.

## Geschichte
Das im 19. Jahrhundert unabhängige Königreich Westsamoa führte vor der Kolonialherrschaft Flaggen mit roten und weißen Farben. Eine Quelle berichtet für die Zeit von 1858 bis 1873 von einer roten Flagge mit weißem Halbmond und fünfzackigen Stern ähnlich der heutigen Flagge der Türkei. Da aber kein islamischer Einfluss zu dieser Zeit auf die Inseln bekannt ist, wird vermutet, dass er hier aus der polynesischen Symbolik stammt.
1900 wurde Westsamoa unter der Bezeichnung Deutsch-Samoa eine deutsche Kolonie unter der Flagge des Deutschen Reiches. Der Entwurf einer eigenen kolonialen Flagge von 1914 mit drei Palmen als Symbol für Samoa wurde aufgrund des Ausbruchs des Ersten Weltkrieges nie umgesetzt.
Neuseeland besetzte 1914 die deutsche Kolonie und übernahm die Verwaltung der Inseln. Am 30. Juli 1922 erhielten die Inseln ein Blue Ensign für die Nutzung an Land und ein Red Ensign für die Nutzung auf See. Als Symbol Samoas dienten wieder die drei Palmen.
In Vorbereitung auf die Unabhängigkeit erhielt Westsamoa 1948 eine neue Flagge, die von den traditionellen Herrschern Tupua Tamasese Mea'ole und Malietoa Tanumafili II. entworfen wurde. Im Unterschied zur heutigen Flagge hatte diese nur vier Sterne für das Kreuz des Südens, entsprechend der Flagge Neuseelands. Am 24. Februar 1949 wurde ein weiterer Stern nach Vorbild der Flagge Australiens hinzugefügt.

Flagge des Königreichs Samoa (1858 bis 1873)
Flagge des Königreichs Samoa (1875 bis 1900)
Flagge des Deutschen Reiches (1900 bis 1914)
Entwurf für koloniale Flagge Deutsch-Samoas 1914
Flagge Neuseelands während der Besetzung 1914 bis 1922
Blue Ensign Westsamoas (1922 bis 1948)
Westsamoa (1948 bis 1949)

## Ähnlichkeiten
Die Flagge Samoas hat große Ähnlichkeit mit der Flagge der Republik China (Taiwan) und bis 2010 mit der Flagge Myanmars, ohne dass es kulturelle oder historische Gründe dafür gibt.

Flagge der Republik China
Flagge Myanmars bis 2010